# Улица Демьяна Бедного (Владимир)
Улица Демьяна Бедного — улица в Ленинском районе города Владимир. Проходит от Садовой улицы (выезд на улицу отсутствует), пересекает Красноармейскую и Гражданскую улицы и заканчивается у оврага перед улицей Майдан. Сквозной проезд по улице отсутствует.
Застройка улицы — малоэтажный частный сектор.
Улица Демьяна Бедного представляет собой «непарадный Владимир», входящий частью в историю города, хранящий воспоминания и образцы минувшего.

## История

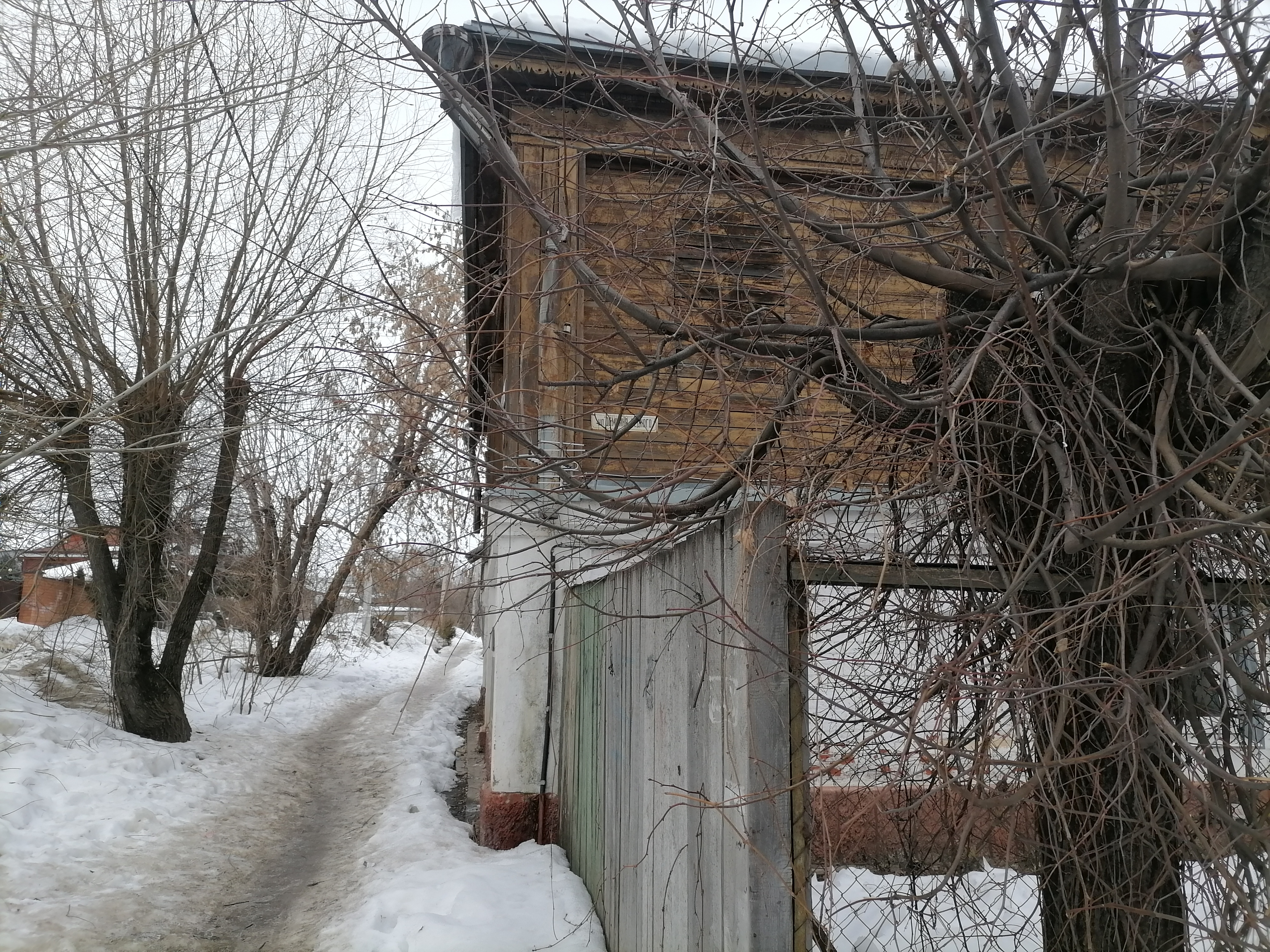
Угол с Гражданской улицей

Улица прошла по территории так называемой Солдатской слободы. К концу XIX века была застроена частными домами, частично — деревянными, частично — полукаменными. Дореволюционная застройка частично сохранилась (например, д. 17).
Современная улица объединяет две прежние — Фокеевскую и Кочетовую улицы.
21 октября 1933 года постановлением президиума Владимирского горсовета (протокол № 32) обе улицы получили одинаковое наименование в честь известного советского пролетарского поэта Демьяна Бедного (1883—1945). Ни Демьян Бедный в истории города Владимир, ни город Владимир в судьбе поэта особой роли не играли. Но очень большая популярность стихов Бедного в первое десятилетие советской власти дало повод к массовому названию его именем улиц в городах СССР (их и сейчас не один десяток). С 1930 года его слава пошла на убыль, его чрезмерная критичность к прошлому была квалифицирована как клевета на русский народ и осуждена на самом высоком государственном уровне. Более того, в июле 1938 года он был исключён из ВКП(б) и из Союза писателей с формулировкой «моральное разложение». Его перестали печатать, однако объекты, носившие его имя, переименованы не были.
18 сентября 1991 года на 14 сессии Владимирского городского Совета народных депутатов была утверждена Программа топонимической реставрации города Владимир, в том числе список улиц, чьи исторические названия подлежат восстановлению, улица Фокеевская в их числе